# Aoife
Aoife je ženské křestní jméno irského původu. Znamená krásná, které je utvořené z gaelského slova
aoibh. Vyslovuje se jako 'Ífa' či 'Ífe'. V irské pověsti byla Aoife kněžna bojovnice. Ve válce proti ní stála její sestra Scathach, která porazila v souboji hrdinu Cúchulainna. Nakonec se smířila svojí sestrou a stala se milenkou Cúchullainna. Vyslovuje se jako Ífa. Další variantou je Aífe.

## Známé nositelky
- Aoife O'Donovan, americká písničkářka
- Aoife Hannon, irská modelka a fotbalistka a Miss Universe Irsko 2011
- Aoife Okonedo Martin, dcera herečky Sophie Okonedo
- Aoife McMahon, irská herečka
- Aoife Scott, zpěvačka